# Niklas Larsen
Niklas Larsen (født 22. marts 1997) er en dansk professionel cykelrytter, der kører for BHS-PL Beton Bornholm. Han konkurrerer i landevejscykling og i banecykling.

## Karriere
Niklas Larsen var med til at vinde bronze ved OL i Rio de Janeiro i 2016 og bronze ved VM i banecykling, holdforfølgelse i 2016. Han blev dansk juniormester i enkeltstart i 2014.
Det danske hold havde (uden Niklas Larsen) sat verdensrekord i 4.000 m holdforfølgelsesløb ved VM i 2020 og var favoritter ved OL 2020 i Tokyo (afholdt i 2021). Holdet bestod af Frederik Rodenberg, Lasse Norman Hansen, Rasmus Lund Pedersen og Niklas Larsen, satte da også olympisk rekord i tidskørslen med 3.35,014 minutter og var derfor klar til semifinalen. I semifinalen kørte danskerne mod Storbritanniens hold, og danskerne var klart hurtigst. Da briternes tredjemand også måtte slippe sine holdkammerater, indhentede danskerne ham, men Rodenberg, som førte på det tidspunkt, så ikke briten og kolliderede med ham. Efter en del forvirring endte danskerne med at kvalificere sig til finalen, da de havde indhentet briternes tredjemand. Finalen stod mod Italien, der havde forbedret verdensrekorden i deres semifinale, fik en tæt afgørelse, hvor begge hold var under italienernes verdensrekord fra dagen forinden, og Italien tog guldet i tiden 3.42,032, mens danskerne kørte på 3.42,198 og vandt sølv.